# Скьяульвандафльоут
Скья́ульвандафльо́ут (исл. Skjálfandafljót) — река на севере Исландии.
Река берёт своё начало на северо-западной границе ледника Ватнайёкюдль (Vatnajökull) на Исландском плато и течёт на север вдоль дороги Sprengisandur, впадая в Скьяульванди (залив, фьорд на северном побережье Исландии).
В 1989 году река была пройдена на каяках командой каякеров из Университета Шеффилда (Великобритания).

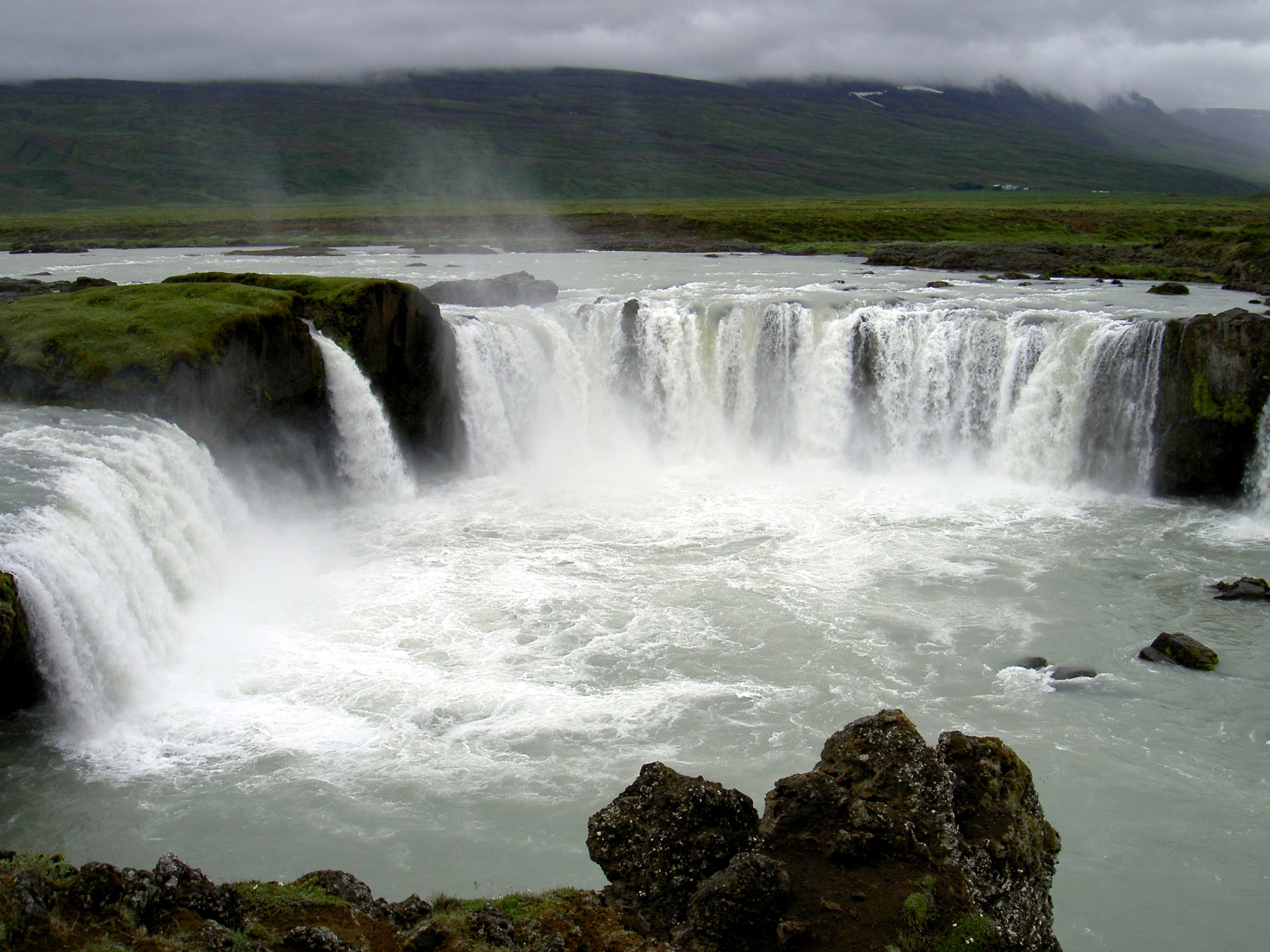
Водопад Годафосс

На реке находятся несколько водопадов — например, водопад Альдейярфосс с высотой около 10 метров и самый известный водопад в Исландии Годафосс.